# Weili Dai

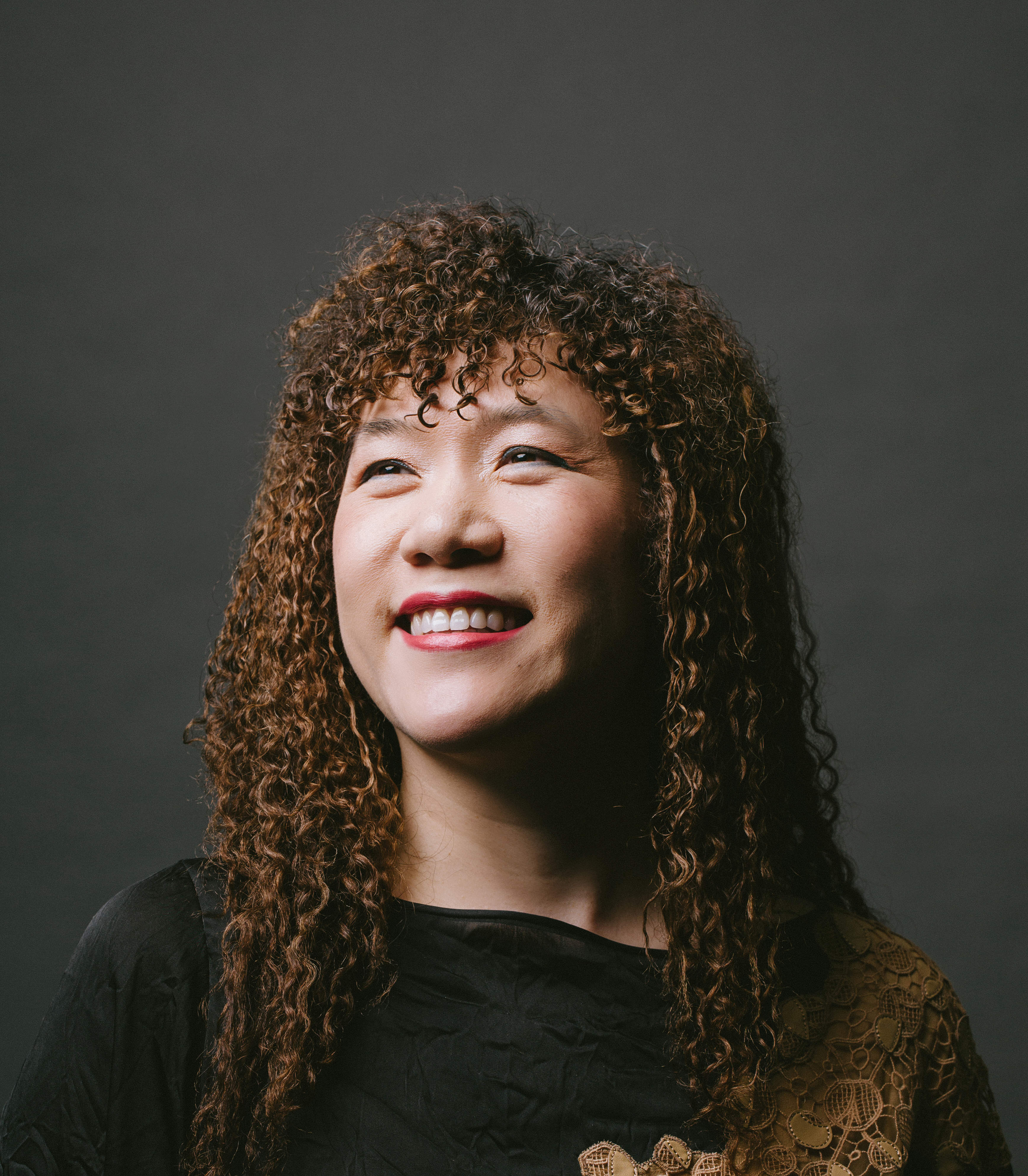
Weili Dai, 2015

Weili Dai (chinesisch 戴偉立 / 戴伟立, Pinyin Dài Wěilì; * 1960 in Shanghai) ist eine chinesischstämmige US-amerikanische Unternehmerin. Sie ist Mitbegründerin, ehemalige Direktorin und ehemalige Präsidentin der Marvell Technology Group. Dai ist die einzige weibliche Mitbegründerin eines großen Halbleiterherstellers. Von 2012 bis 2015 wurde sie von Forbes als „The World's Most Powerful Women“ gelistet. Ihr geschätztes Nettovermögen beträgt 1,6 Milliarden US-Dollar (Stand: Dezember 2021).

## Kindheit und Studium
Dai spielte semiprofessionell Basketball in ihrer Heimatstadt Shangai, bevor sie im Alter von 17 Jahren in die USA zog. Sie erwarb einen Bachelor-Abschluss in Informatik von der University of California, Berkeley.

## Karriere
Dai war in der Softwareentwicklung und im Projektmanagement bei Canon Research Center America, Inc. tätig. Dai gründete 1995 gemeinsam mit ihrem Ehemann Sehat Sutardja das amerikanische Halbleiterunternehmen Marvell. Sie leitete den Aufstieg von Marvell zu einem großen Unternehmen. Während ihrer Zeit bei Marvell arbeitete Dai an strategischen Partnerschaften und vermarktete die Technologie von Marvell für den Einsatz in Produkten auf verschiedenen Märkten. Dai setzt sich auch für die Verbesserung des Zugangs zu Technologie in den Entwicklungsländern ein und fungierte als Botschafterin für Chancen zwischen den USA und China. Dai war als Chief Operating Officer, Executive Vice President und General Manager der Communications Business Group bei Marvell tätig. Sie war Corporate Secretary of the Board und Director of the Board bei Marvell Technology Group Ltd.
Dai warb für eine Partnerschaft mit dem Programm One Laptop Per Child und für Frauen in den MINT-Bereichen.
Sie sitzt im Vorstand der Katastrophenhilfeorganisation Give2Asia und wurde in ein Komitee von 100 Vertretern der chinesischen Amerikaner berufen. Die Sutardja Dai Hall der UC Berkeley wurde nach Dai zusammen mit ihrem Ehemann Sehat Sutardja, CEO von Marvell, und Pantas Sutardja, CTO von Marvell, benannt. Die Sutardja Dai Hall beherbergt das Center for Information Technology Research in the Interest of Society (CITRIS). Im Jahr 2015 wurde Dai in den Vorstand der Global Semiconductor Alliance (GSA) berufen.  Dai ist Mitglied des Exekutivausschusses von TechNet.
Dai hat 2018 das Start-up-Unternehmen MeetKai mitbegründet, das sich auf digitale Medientechnologien wie künstliche Intelligenz und Metaverse konzentriert.

## Auszeichnungen
- 2004: Ernst & Young-Preis „Entrepreneur of the Year“[18]
- 2012: Forbes-Liste „The World's 100 Most Powerful Women“[19]
- 2012: Award der gemeinnützigen Organisation Upwardly Global[20]
- 2013: Silicon Valley Entrepreneur of the Year Award in der Kategorie Established Corporation vom Chinese Institute of Engineers/USA-San Francisco Bay Area Chapter[21]

- 2013: Platz 88 der Forbes-Liste „The World's Most Powerful Women“[19]

- 2013: New Silk Road Award vom California-Asia Business Council[22]
- 2013: Gold Stevie Award für die Frau des Jahres im Bereich Technologie[23]
- 2013: Dr. Morris Chang Exemplary Leadership Award der Global Semiconductor Alliance, zusammen mit Sehat Sutardja[24]

- 2014: Forbes-Liste „The World's Most Powerful Women“[25]
- 2014: Gold-Award als „Best Woman Professional of the Year“ bei den Golden Bridge Awards[26]
- 2014: Women World Award[27]

- 2015: Platz 95 auf der Forbes-Liste „The World's Most Powerful Women“[3][28]
- 2015: Gold für „Technology Executive of the Year“ bei den International Best in Biz Awards[29]
- 2015: Preis „Keepers of the American Dream“ vom National Immigration Forum und dem National Immigration Forum Action Fund[30]

## Kontroversen
Im Jahr 2008 zahlten Dai und Marvell hohe Geldstrafen an die United States Securities and Exchange Commission wegen des Vorwurfs falscher Finanzinformationen an Investoren durch die unzulässige Rückdatierung von Aktienoptionszuteilungen an Mitarbeiter.  Dai wurde gezwungen, als Executive Vice President, Chief Operating Officer und Direktor zurückzutreten, durfte aber in einer Position ohne Managementfunktion im Unternehmen bleiben.
Im Jahr 2016 wurden Dai und ihr Ehemann Sehat Sutardja von der Marvell Technology Group, nach monatelangen Ermittlungen wegen eines möglichen Bilanzbetrugs entlassen. Die Untersuchung ergab keinen Betrug, aber sie ergab, dass die Geschäftsleitung erheblichen Druck ausübte, um die Umsatzziele zu erreichen, und dass die internen Kontrollen nicht vollständig befolgt wurden und einige Umsätze vorzeitig verbucht wurden.

## Privatleben
Sie ist mit Sehat Sutardja verheiratet. Das Paar hat zwei Kinder. Sie zogen nach Las Vegas, nachdem sie von Marvell entlassen worden waren.